# Little Italy (Ottawa)
Little Italy (literalmente, Pequeña Italia) es un barrio  de Ottawa (Ontario, Canadá), situado en Centretown West. Es el centro cultural de la comunidad italiana de Ottawa. Limita al norte por la calle Albert, al sur por la avenida Carling, al oeste por la línea Trillium de tren ligero y al este aproximadamente por la avenida Bronson, y cruza con el barrio de Chinatown.
Little Italy fue poblada inicialmente alrededor de 1900 por inmigrantes italianos. Tras un incendio en una capilla de la calle Murray, en 1913 se inauguró la iglesia de San Antonio de Padua. Entre 1910 y 1950, aproximadamente, llegó una segunda ola de inmigrantes italianos junto con comunidades de inmigrantes ucranianos y polacos. Más recientemente, a la inmigración europea se han unido grupos de inmigrantes asiáticos, principalmente de China y Vietnam.
En los años 1960, una extensa sección de la parte pobre del barrio fue derribada y reemplazada por el Instituto de Comercio, actual Instituto para Adultos.
Desde 1975, en junio tiene lugar el festival de la Semana Italiana, en que se conmemora la cultura italiana en Ottawa.
Dos de las calles del barrio han recibido nombres conmemorativos en italiano junto a los nombres en inglés: la avenida Gladstone recibe el nombre de Via Marconi y la calle Preston es el Corso Italia.

## Imágenes

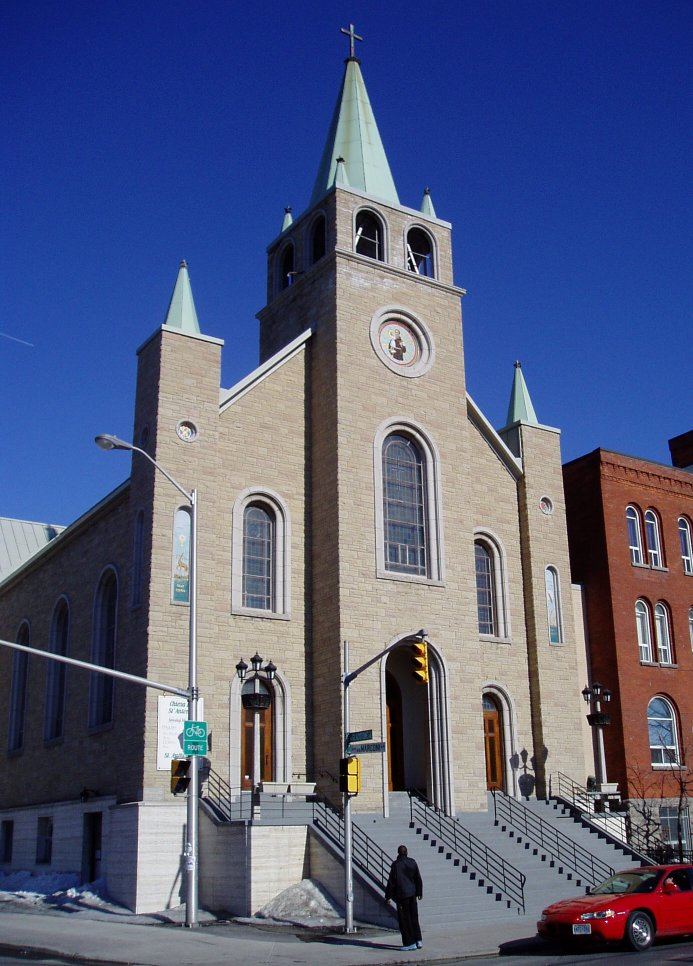
Iglesia de San Antonio
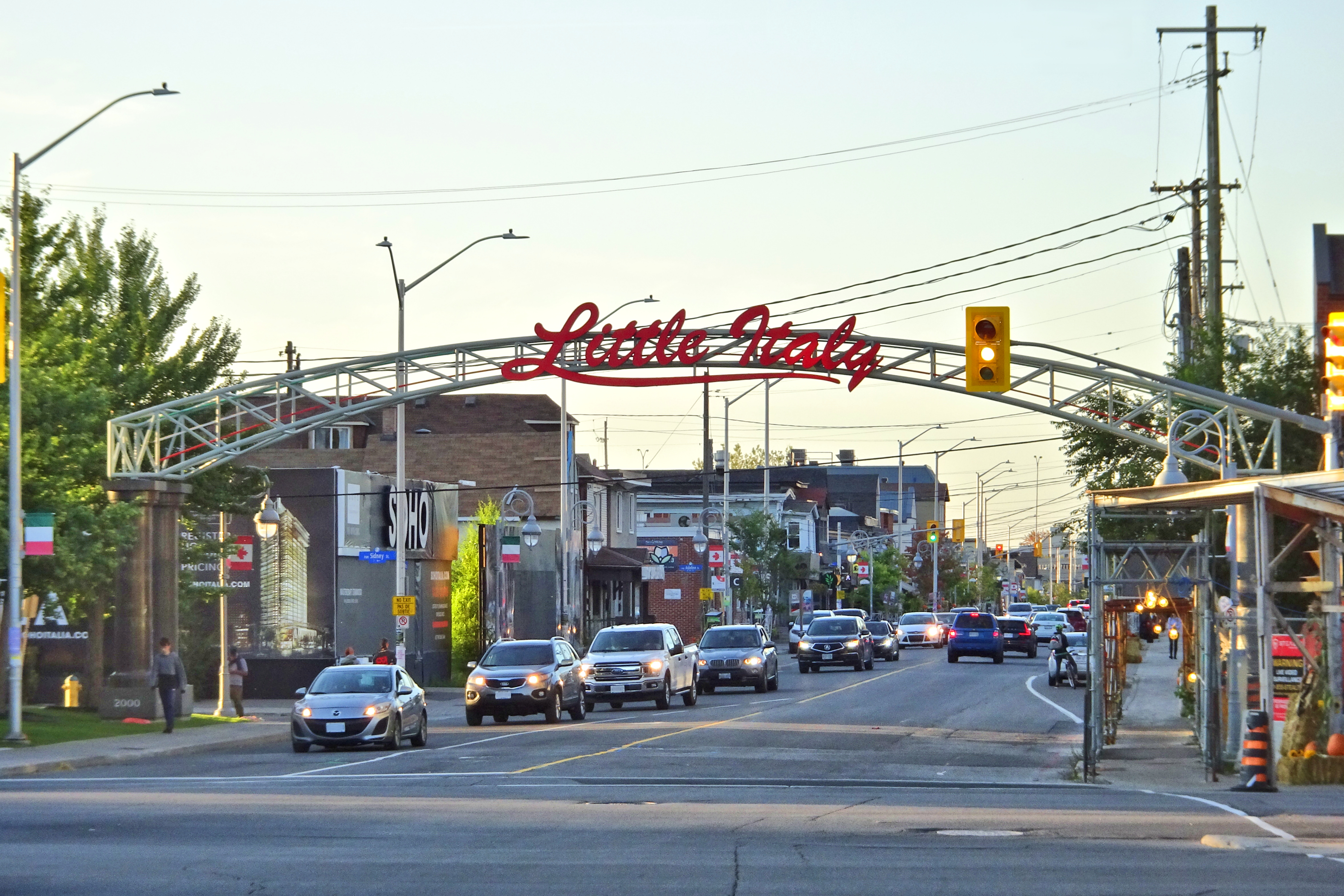
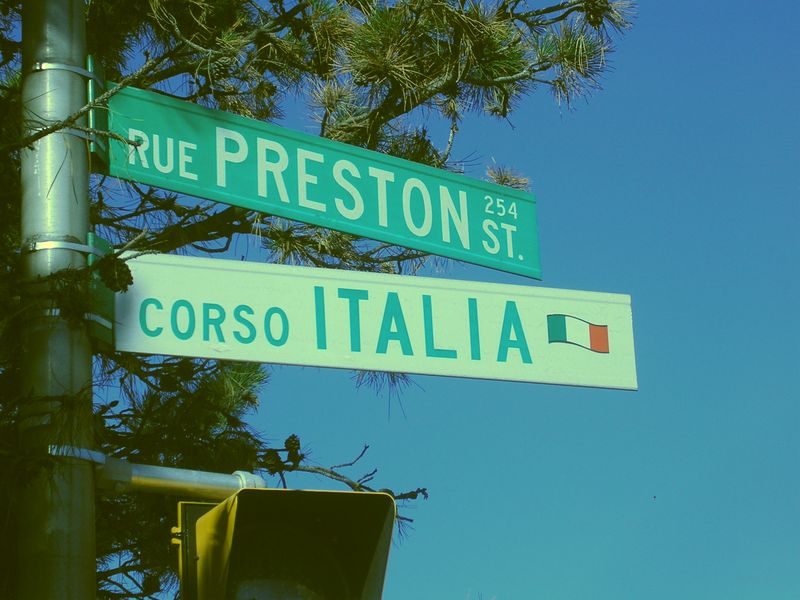
Señal de Corso Italia